# Jump River
Jump River – miasto w Stanach Zjednoczonych, w stanie Wisconsin, w hrabstwie Taylor.